# Dolna Kępa
Dolna Kępa – uroczysko-dawna miejscowość w Polsce, położona w województwie warmińsko-mazurskim, w powiecie elbląskim, w gminie Elbląg, na obszarze Żuław Wiślanych (Elbląskich) i nad rzeką Nogat.
W latach 1975–1998 miejscowość należała administracyjnie do województwa elbląskiego.